# Pribylina
Pribylina és un poble i municipi d'Eslovàquia que es troba a la regió de Žilina, al centre-nord del país.

## Història
La primera menció escrita de la vila es remunta al 1286.

## Demografia
| Godina             | 1994 | 2004   | 2014   | 2024   |
| ------------------ | ---- | ------ | ------ | ------ |
| Nombre de persones | 1336 | 1362   | 1329   | 1316   |
| Diferència         |      | +1,94% | −2,42% | −0,97% |

| Godina             | 2023 | 2024   |
| ------------------ | ---- | ------ |
| Nombre de persones | 1325 | 1316   |
| Diferència         |      | −0,67% |